# Til·landsiòidies
Les til·landsiòidies (Tillandsioideae) és una subfamília de plantes de la família de les bromeliàcies. Aquest grup conté el menor nombre de gèneres, 9, però el nombre més gran d'espècies, 1.277. La majoria són epífits o litòfits, és a dir, creixen en altres plantes o en roques on absorbeixen aigua i nutrients de l'aire. La molsa espanyola del gènere Tillandsia és una varietat molt coneguda d'aquesta subfamília. Les bromeliàcies dels gèneres Guzmania i Vriesia són els membres d'aquesta subfamília que són cultivats més habitualment.

## Descripció
Gairebé totes les bromeliàcies tenen grups especialitzats de cèl·lules anomenats tricomes que formen escates en el fullatge. Els tricomes poden cobrir completament les til·landsiòidies de manera que apareixen de colo gris o blanc, com la molsa espanyola. A més d'absorbir nutrients, el tricomes poden servir per aïllar tèrmicament la planta en condicions de baixes temperatures.
Les plantes d'aquest grup tenen els marges de les fulles llisos o sencers, amb colors inusuals i taques. Moltes produeixen flors aromàtiques. Totes tenen fulles sense espines i el seu fruit és una càpsula seca que conté llavors alades que normalment són dispersades pel vent. Les llavors també tenen apèndixs que les ajuden a adherir-se a superfícies epífites
adequades per a la seva germinació. Aquesta subfamília és probablement la més evolucionada amb adaptacions especials per a la supervivència en condicions molt seques, com demostra la classificació com a xeròfits de moltes de les espècies d'aquesta subfamília.

## Gèneres
Els 9 gènere són:
- Alcantarea (23 espècies)
- Catopsis Griseb. (18 espècies)
- Glomeropitcairnia (2 espècies)
- Guzmania Ruiz & Pav. (207 espècies)
- Mezobromelia (9 espècies)
- Racinaea (61 espècies)
- Tillandsia L. (609 espècies)
- Vriesea Lindl. (261 espècies)
- Werauhia J.R.Grant (87 espècies)

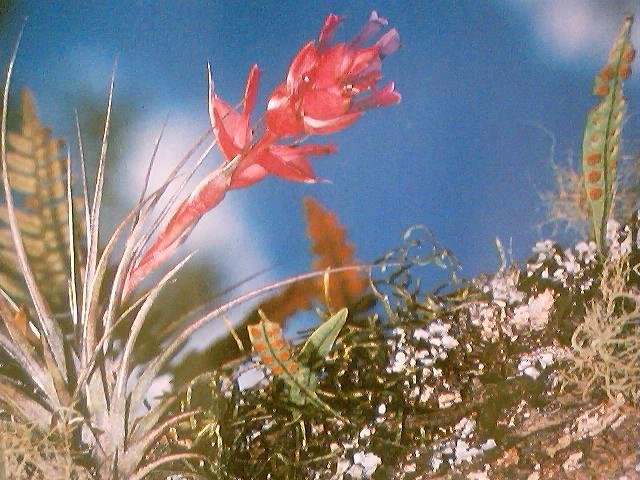
Tillandsia sp.
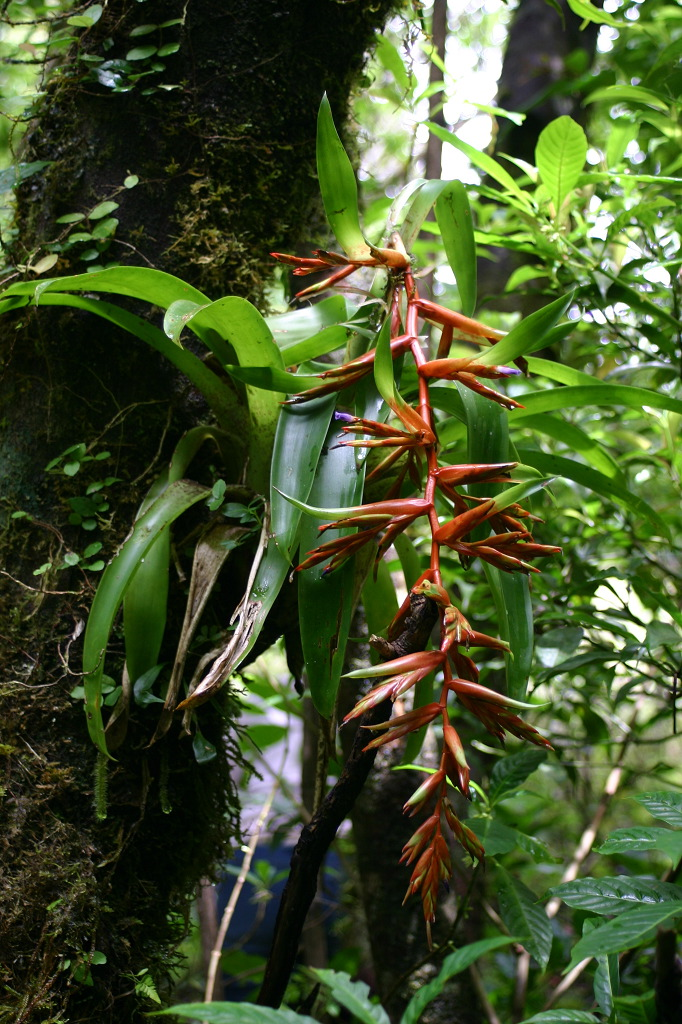
Tillandsia excelsa En flor
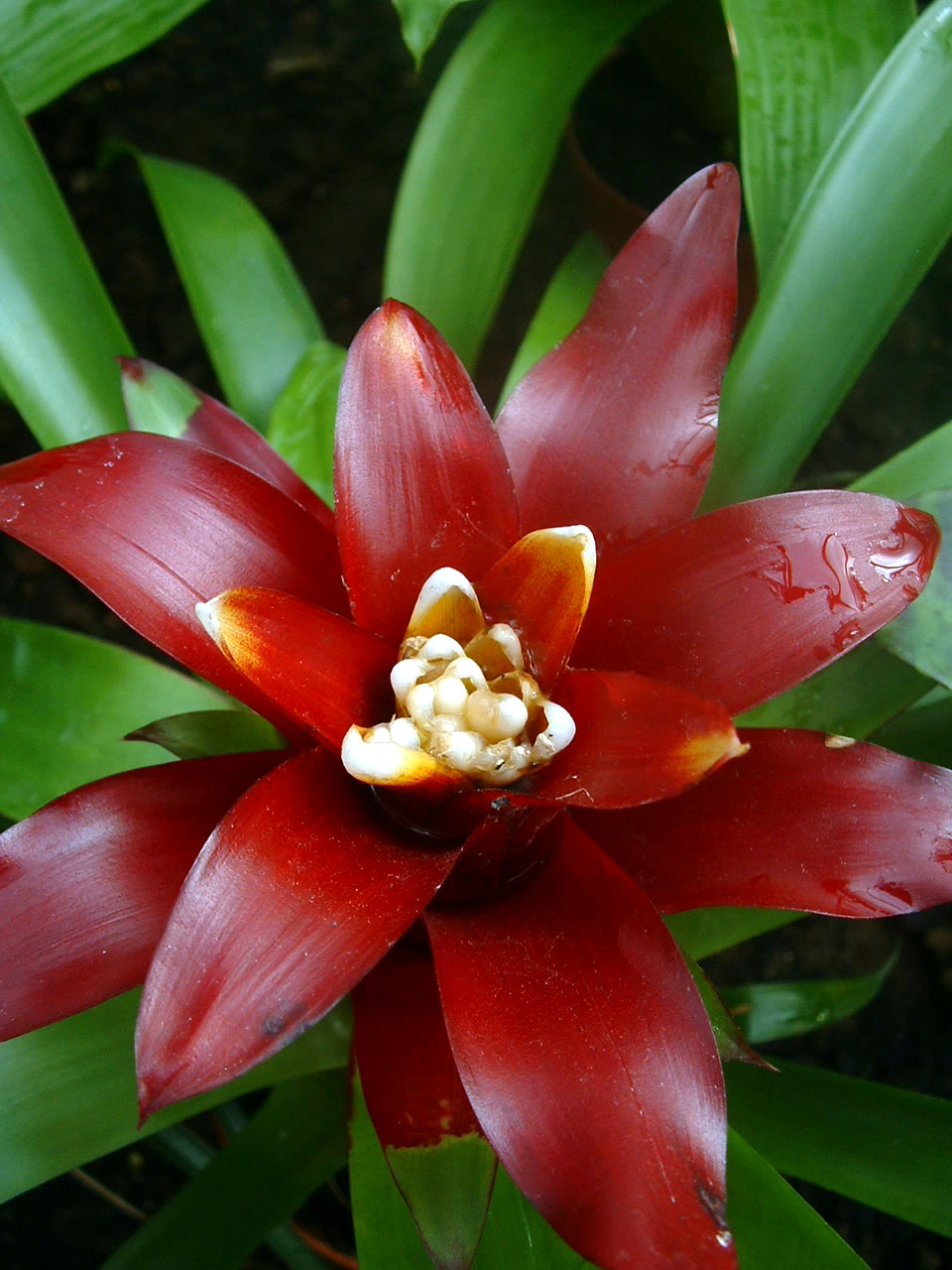
Guzmania lingulata